# Gastrancistrus coxalis
Gastrancistrus coxalis är en stekelart som först beskrevs av Thomson 1876.  Gastrancistrus coxalis ingår i släktet Gastrancistrus och familjen puppglanssteklar. Arten är reproducerande i Sverige. Inga underarter finns listade i Catalogue of Life.